# Adrian (Texas)
Adrian je město v okrese Oldham County ve státě Texas ve Spojených státech amerických. K roku 2000 zde žilo 159 obyvatel. S celkovou rozlohou 2,3 km² byla hustota zalidnění 69,5 obyvatel na km².
Prochází tudy silnice Route 66.